# How It Should Have Ended
Como Debería Haber Terminado (En inglés: How It Should Have Ended, "HISHE") es una serie web animada que parodia películas y series populares creando finales alternativos y señalando varios defectos y agujeros de trama. Muchas películas importantes han sido presentadas, utilizando el tagline "a veces las películas no acaban de la manera que nos gustaría".

## Historia
How It Should Have Ended empezó después de que Daniel Baxter y Tommy Watson empezaron hablar de finales alternativos para una película que habían mirado. En 2005 su primera animación "How Matrix Revolutions Should Have Ended (Cómo Matrix Revolutions Debería Haber Terminado)" estuvo completa y después (en julio de 2005) su sitio web estuvo establecido. Christina "Tina" Alexander, quién anteriormente había trabajado con Baxter, se unió al equipo poco después.
HISHE ganó el premio de "Mejor Parodia de Internet" para Cómo Superman Debería Haber Terminado. La entrega de este premio fue transmitida en televisión por Spike TV en los 2006 Scream Awards en el Pantages Theatre de Hollywood, California. Y estuvo en un MTV Comedy y en Talent Showcase at the Hollywood Improv. También ha sido presentado en Yahoo!'s Profile Pick y ha aparecido en las revistas Fade In y Wired.
El 5 de marzo de 2007, HISHE fue lanzado en YouTube como "HISHEdotcom". Ha atraído apariciones notables como Stan Lee interpretándose a él mismo en la parodia de The Amazing Spider-Man .
En septiembre de 2009 Hishe se unió a Starz Digital Media que ahora maneja todo autorizando. En abril de 2010, HISHE ganó el premio de Streamy Awards a la "Mejor Serie Web Animada" en el Orpheum Theatre en Los Ángeles, California.
El 30 de junio de 2013, un vídeo estuvo cargado en el canal TheFineBros que características los Adolescentes Reaccionan los adolescentes que miran el Señor de los Anillos, Harry Potter, y Los Juegos del Hambre.
En noviembre de 2013, Batman y Superhombre de "Super Café" de protagonizado en la revisión del Crítico de Nostalgia de El hombre de acero, al final del episodio donde Crítico las parodias de Super Cafetería. HISHE también se ha presentado en Screen Junkies serie Trailers Sinceros en los episodios sobre El hobbit: la batalla de los Cinco Ejércitos y Star Trek: En la oscuridad.
Curiosamente, HISHE a veces pronostica cosas de las películas. En el HISHE de The Amazing Spider-Man 2, el corto pronostica que Spider-Man aparecerá en Avengers: Infinity War y que Visión moriría en la misma película en Doctor Strange.

## Estadísticas
Para el 11 de septiembre de 2019, HISHE tuvo 9.26 millones de suscriptores y 2,455,266,843 vistas. Al mismo tiempo, HISHE había acumulado 284,000 likes en su cuenta de Facebook, 136,000 seguidores en su cuenta de Instagram y más de 30,000 seguidores en su cuenta de Twitter.

## Recepción de la crítica
HISHE ha recibido muchas críticas positivas sobre su animación y finales alternativos de películas populares. IMDb le dio un índice de 8.3/10 de 2,484 usuarios. Algunos de las parodias más populares son El Señor de los Anillos, Spider-Man 3, Harry Potter, Superman: The Movie y Star Wars: Los últimos Jedi. HISHE ha hecho animaciones cortas de Superman y Batman sentados en una cafetería (bautizado Super Café), hablando de varios defectos en películas junto con los personajes de la película como Iron Man, Los Avengers e incluso a Super Mario, que también han sido bien recibidos.

## Parodias HISHE

### HISHEPresenta
El 12 de mayo de 2015, HISHE lanzó una serie llamada "HISHE Presenta". El objetivo de esta serie es poner el spotlight en YouTube sabido menor animators o la película relacionó canales. Es también utilizado a puente el vacío entre HISHE vídeos propios.
La serie ha sido un éxito, ambos en plazos de vistas y características, los cuales incluyen Ricepirate, OnlyLeigh, BrotherhoodWorkshop así como Hank y Jed. La serie aun así ha recibido alguna crítica de seguidores quiénes creen el contenido no es hasta par con HISHE propio y por tanto podría averiar su reputación. HISHE Ha respondido por refuting estos reclama declarar que es beneficioso a todos los partidos implicaron.

### HISHE Kids
HISHE lanzó un canal adicional llamado HISHE Kids, con el espectáculo de Cuentos de Hadas Arreglados.

## Super Café / Bar de los Villanos
El Super Café es un segmento que debutó al final de Cómo Superman Debería Haber Terminado, en el que Superman que habla de alternar acontecimientos de la película de 1978 "Superman" en una cafetería con Batman, con lo cual empezó la tendencia del Super Café. Aunque se cree que está basado en Seinfeld, los clips son de hecho basados en la escena final de la película favorita de Daniel Baxter, Swingers, con Superman en el papel de Trent y Batman en el de Mike.
En varios episodios de superhéroes de HISHE, se alteran o añaden las escenas mostradas de la película, seguido por el(os) superhéroe(s) que aparece(n) en la película interactuando con Batman y Superman (ambos con la voz de Daniel Baxter. Y en el Doblaje al español, Luis Horacio González) en el Super Café; también siempre aparecen al final de cada episodio. Batman y Superman también hacer un aspecto breve en una cafetería en el How Pulp Fiction Should Have Ended. El segmento fue también utilizado en la revisión del Nostalgia Critic del Hombre de Acero.
Hay numerosos gags en el segmento del Super Café, el más notable es en el que Batman siempre explica su varios complejos y capacidades (o también cómo disculpa) diciendo su catchphrase "¡Porque soy Batman!", para la irritación de Superman. 
Otro segmento fue llamado el "Bar de los Villanos", el cual es una parodia de Cheers, reemplazando a los personajes de Cheers por villanos populares como el Emperador Palpatine, Loki, el Joker, lord Voldemort y muchos más. Todo empezó con How Thor: The Dark World Should Have Ended. En aquellos segmentos, el Emperador Palpatine es el bartender y Bowser es el bouncer (haciendo un claro juego de palabras entre el nombre del personaje y su empleo). El Where Everybody Knows Your Name" Cheers Theme Song fue reescrito como tema, "Where Everybody Hates Your Face". 
Al final de varios episodios de HISHE se muestra al(os) principal(es) antagonista(s) que aparece(n) en la película interactuando con los otros villanos en el bar.

### Historias del Super Café / Bar de los Villanos

#### Boss Battle (Batalla de Jefes)
En el Escuadrón Suicida HISHE, Batman descubre el Bar de los Villanos (ya que le había puesto un rastreador a Harley Quinn), y en el episodio "Boss Battle (Batalla de Jefes)", va para afrontar a los villanos que se congregan allí (prediciendo extrañamente The Lego Batman Movie, en la que Batman se enfrenta a varios villanos de otras sagas y franquicias) casi exitosamente, sólo para ser tentado por Emperador Palpatine con su debilidad (las damas). Es entonces que Harley Quinn, quién había utilizado sus encantos para ser dejados atrás al Bar, golpea a Batman por detrás. Batman es entonces llevado a la bodega para ser comido por Jaws de Tiburón (quién es comicamente caricaturizado hablando con una voz aflautada y de timbre alto) y lo dejan allí encadenado. Apenas logra huir, siendo rescatado por el Doctor Strange, un hecho que es recordado en Doctor Strange HISHE, (cuál también contiene un spoiler (la muerte de Visión) para Avengers: Infinity War).

#### "Martha"
Más tarde, en Guardianes de la Galaxia vol. 2, las cosas empiezan a tomar una vuelta para él cuándo Ayesha, repugnada por los héroes que se congregan en una cafetería para charlar, decide castigar a los super héroes, a quienes culpa por su fracaso en su objetivo de destruir su cafetería, y crea una "superarma": "Martha" (una parodia de Adam de la real escena post-créditos de Guardianes de la Galaxia vol. 2, y escogiendo el nombre porque tanto Batman como Superman para sus madres, que comparten el mismo nombre). La llegada de Martha para diezmar la cafetería está presagiada en vídeos como Wonder Woman, Thor:Ragnarok y Spider-Man: Homecoming. Al final, en La Liga de la Justicia, Martha (con la voz de James Rallison) llega y tiene éxito en su objetivo de destruir la cafetería pero hace frente a la Liga de la Justicia, junto con Linterna Verde, quién comicamente se parece a Steve Trevor (lo cual causa que la Mujer Maravilla se enamore de él), y al final su cuello es roto por Superman, para la irritación de Batman, quién había querido derrotar a 
Martha a través de su propio plan. La cafetería es más tarde reconstruida por Pantera Negra en Black Panther. En un vídeo especial, Daniel Baxter explica la historia de Martha.

## Doblaje - Como Debería Haber Terminado
En 2016, Daniel Baxter decidió llegar a un público más amplio con un canal en español, así que contactó a un mexicano amigo suyo, Luis Horacio González, quien ya desde 2014 había estado traduciendo sus videos de forma no-oficial, junto a su esposa Erika Martínez.
En Como Escuadrón Suicida Debería Haber Terminado, Baxter reconoció públicamente el canal de Luis Horacio como su canal oficial en español.